# شوساکو نیشیکاوا
شوساکو نیشیکاوا (به انگلیسی: Shusaku Nishikawa) بازیکن فوتبال اهل ژاپن است. که در باشگاه فوتبال اوراوا رد دیاموندز در پست دروازه‌بان بازی می کند.وی همچنین ۳۱ بازی ملی در کارنامه خود دارد.